# Richlands (Virginia)
Richlands è un comune degli Stati Uniti d'America, situato nello Stato della Virginia, nella contea di Tazewell.